# Fakulteta za jezikovne in književne vede v Münchnu
Fakulteta za jezikovne in književne vede v Münchnu (nemško Fakultät für Sprach- und Literaturwissenschaften) je fakulteta, ki deluje v okviru Univerze v Münchnu.
Trenutni dekan je Ulrich Schweier.